# Sung Kang
Sung Kang (coreano: Kang Sung-Ho; coreano: 강성호; Gainesville, 8 de abril de 1972) é um ator de cinema americano. Os papéis mais conhecidos que interpretou são Han Lue em Velozes e Furiosos: Desafio em Tóquio, Velozes e Furiosos 5, Velozes e Furiosos 6, Velozes & Furiosos 9 e Velozes e Furiosos 10.

## Vida e carreira
Kang nasceu em Gainesville, filho de imigrantes da Coreia do Sul. Ele interpretou Han em Velozes e Furiosos: Desafio em Tóquio, Velozes e Furiosos 4, Velozes e Furiosos 5 e Velozes e Furiosos 6. Ele atuou no filme The Motel, no qual interpretou Sam Kim. Também teve um papel importante no filme War como agente do FBI, e foi apresentado como filho de Genghis Khan, Doran, no filme Forbidden Warrior.
Kang também teve um pequeno papel no filme de ação Duro de Matar 4.0.
Kang é destaque em "Lie" videoclipe da banda coreana G.O.D.
Ele é dono de um restaurante chamado Saketini em Los Angeles.
Kang diz que antes de ser escalado como Han emVelozes e Furiosos: Desafio em Tóquio, ele não tinha conhecimento da subcultura do drift que existe no Japão. Até que começou a pesquisar e aprendeu que o drift é praticado em todo o mundo.
Como ator americano, Kang diz um de seus maiores desgostos de Hollywood são os estereótipos que atores do Leste Asiático encontram ao serem escalados para um papel.
Um de seus maiores papeis foi em ''Velozes e Furiosos'' como ''Han Lue''. Provavelmente, no próximo filme da série "Velozes e Furiosos", ele fará apenas uma participação.

## Filmografia
| Ano  | Nome original                         | Nome em português (PT)                | Papel                        |
| ---- | ------------------------------------- | ------------------------------------- | ---------------------------- |
| 2023 | Fast X                                | Velozes & Furiosos 10                 | Han Lue                      |
| 2021 | F9                                    | Velozes & Furiosos 9                  | Han Lue                      |
| 2015 | Fast & Furious 7                      | Velozes & Furiosos 7                  | Han Lue                      |
| 2013 | Fast & Furious 6                      | Velozes & Furiosos 6                  | Han Lue                      |
| 2013 | Bullet to the Head                    | Alvo Duplo                            | Taylor Kwon                  |
| 2011 | Fast Five                             | Velozes & Furiosos 5                  | Han Lue                      |
| 2009 | Fast & Furious                        | Velozes & Furiosos 4                  | Han Lue                      |
| 2009 | Ninja Assassin                        | Ninja Assassino                       | Hollywood                    |
| 2007 | War                                   | Rogue - O Assassino                   | Agente Goi                   |
| 2007 | Live Free or Die Hard / Die Hard 4    | Duro de Matar 4.0                     | Raj                          |
| 2006 | The Fast and the Furious: Tokyo Drift | Velozes & Furiosos: Desafio em Tóquio | Han Lue                      |
| 2005 | The Motel                             | O Motel                               | Sam Kim                      |
| 2004 | Forbidden Warrior/ Cold Case S02E05   | Guerreiros Imortais/ Arquivo Morto    | Doran/ Arquiteto Assassinado |
| 2002 | Antwone Fisher                        | Voltando a Viver                      | Recepcionista de Davenport   |
| 2002 | Better Luck Tomorrow                  | Better Luck Tomorrow                  | Han                          |